# Шумский, Константин Мефодьевич
Константин Мефодьевич Шумский (1908—1991) — Гвардии полковник Советской Армии, участник Великой Отечественной войны, Герой Советского Союза (1944).

## Биография

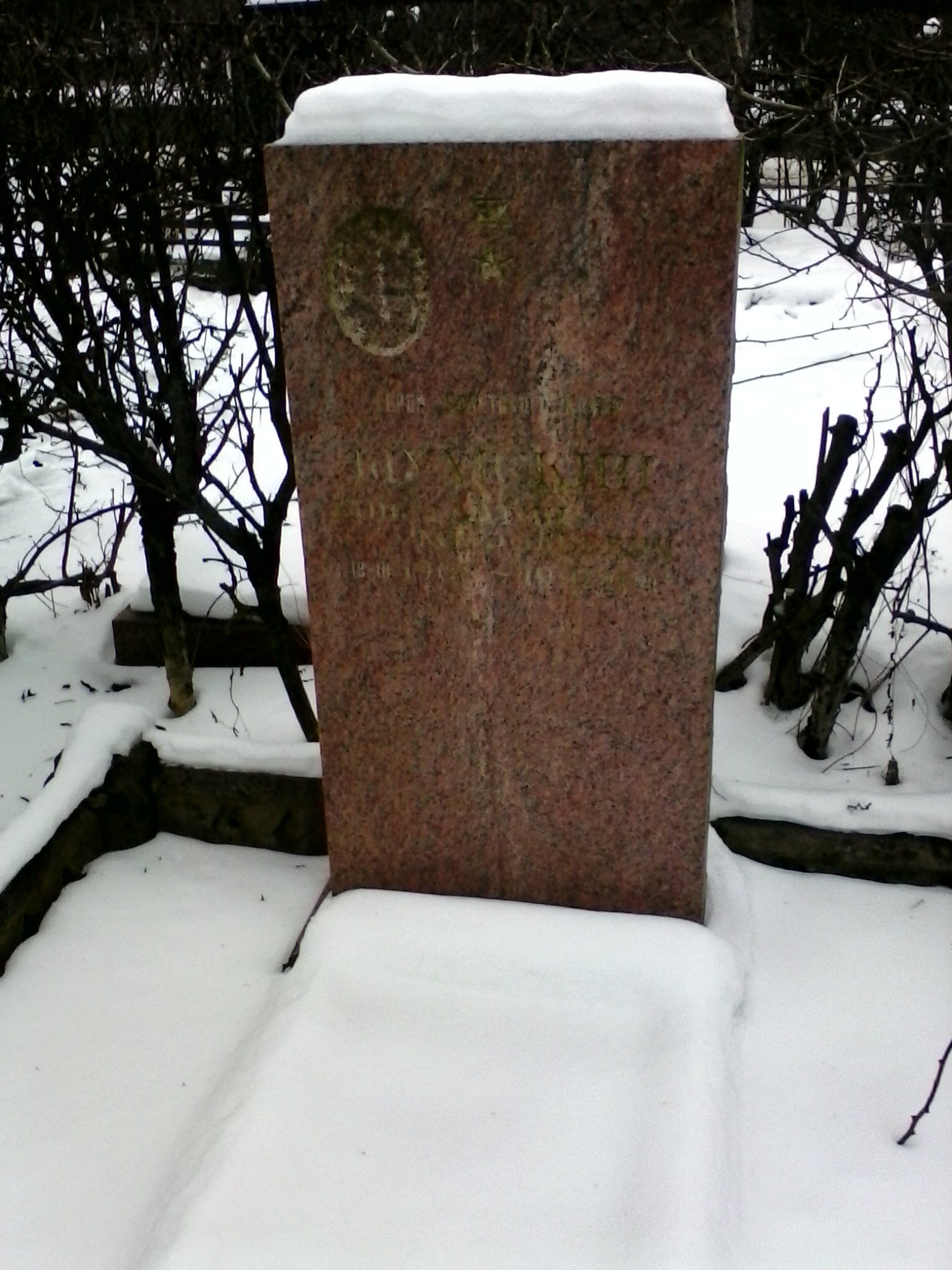
Могила Шумского на Троекуровском кладбище Москвы.

Константин Шумский родился 18 марта 1908 года в селе Черныши (ныне — Каневский район Черкасской области Украины). Окончил семь классов школы. В 1927 году Шумский был призван на службу в Рабоче-крестьянскую Красную Армию. В 1930 году он окончил Киевскую военную пехотную школу, в 1932 году — курсы летнабов, в 1933 году — курсы инструкторов-парашютистов, в 1940 году — Балашовскую военную авиационную школу лётчиков. С первого дня Великой Отечественной войны — на её фронтах.
К июню 1944 года гвардии майор Константин Шумский командовал эскадрильей 93-го гвардейского штурмового авиаполка 5-й гвардейской штурмовой авиадивизии 1-го смешанного авиакорпуса 17-й воздушной армии 3-го Украинского фронта. К тому времени он совершил 112 боевых вылетов на штурмовку скоплений боевой техники и живой силы противника, нанеся ему большие потери.
Указом Президиума Верховного Совета СССР от 2 августа 1944 года за «мужество, отвагу и героизм, проявленные в борьбе с немецкими захватчиками» гвардии майор Константин Шумский был удостоен высокого звания Героя Советского Союза с вручением ордена Ленина и медали «Золотая Звезда» за номером 4291.
После окончания войны Шумский продолжил службу в Советской Армии. В 1950 году он окончил курсы усовершенствования офицерского состава, в 1956 году — Военную академию Генерального штаба. В 1961 году в звании полковника Шумский был уволен в запас. Проживал в Москве. Скончался 27 июля 1991 года, похоронен на Троекуровском кладбище Москвы.
Был награждён двумя орденами Ленина, четырьмя орденами Красного Знамени, орденами Александра Невского и Отечественной войны 1-й степени, тремя орденами Красной Звезды, рядом медалей.